# Richard Job
Richard Job (* 9. März 1921 im heutigen Leverkusen, Rheinprovinz, Preußen; † 27. April 2010) war ein deutscher Fußballspieler und -trainer. Als Spieler, der wie sein Bruder Hermann bei Bayer 04 Leverkusen spielte, gehörte er in den 1940er und 1950er Jahren zu den prägenden Persönlichkeiten der Werkself. In Anlehnung an den Vorkriegsnationalspieler Richard Hofmann trug Job den Spitznamen „König Richard“.

## Karriere
Richard Job kam 1930 zu Bayer 04 Leverkusen und avancierte bereits in jungen Jahren zum Führungsspieler und Publikumsliebling. In der Nachkriegszeit leitete der damals 26-jährige Richard Job vorübergehend als Spielertrainer die Übungseinheiten der Fußballer von Bayer 04. Der Spielbetrieb blieb unmittelbar nach dem Krieg jedoch auf die regionale Ebene beschränkt. 
Nach der Qualifikation für die fünfgliedrige Bezirksliga steuerte die Werkself in Richtung Erstklassigkeit. Nachdem durch Niederlagen in den entscheidenden Aufstiegsspielen 1948/49 gegen den aus einer Nachkriegsfusion hervorgegangenen 1. FC Köln und später gegen den FC Schalke 04 zwei Möglichkeiten zum Aufstieg in die seinerzeit erstklassige Oberliga-West verfehlt wurden, wechselte Job in der Saison 1949/50 nach Wuppertal zum Erstligisten TSG Vohwinkel 80, die 1954 gemeinsam mit dem SSV 04 Wuppertal zum Wuppertaler SV fusionierte. Nach einer Saison kehrte er jedoch wieder zurück zu Bayer 04 und schaffte mit dem Verein 1951 den Aufstieg in die höchste deutsche Spielklasse.

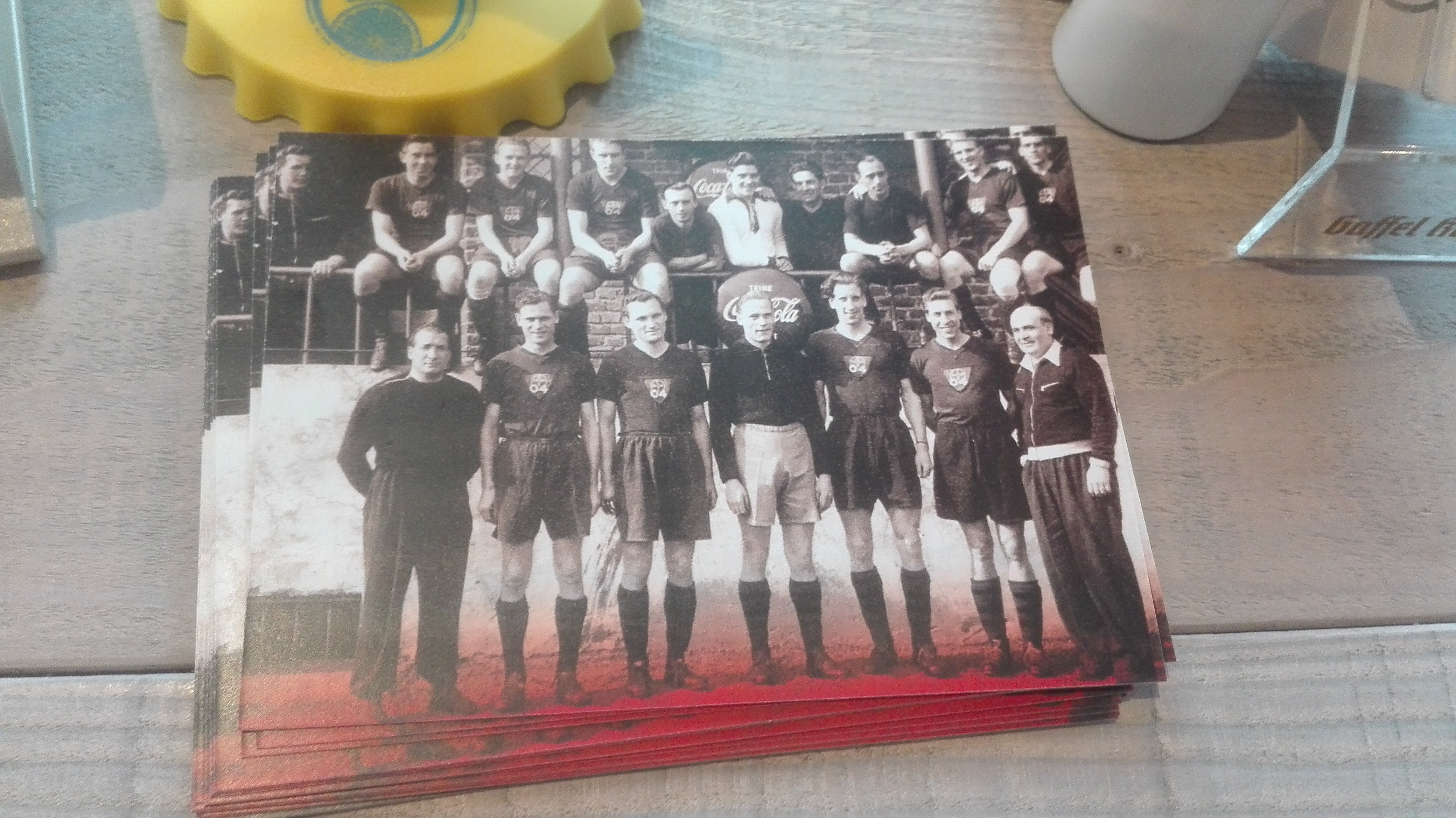
Aufstiegsmannschaft von 1951 (Job steht in der ersten Reihe als Dritter von links)

Der Leverkusener Fußball-Abteilungsleiter Jürgen Gelsdorf äußerte sich zu Job nach dessen Tod 2010: „Richard war ein außergewöhnlicher Spieler, der mit der Fußballgeschichte von Bayer 04 ganz eng verbunden ist. Sowohl sportlich als auch menschlich war er ein Riesenvorbild und entsprechend ist das ein großer Verlust für uns“.

## Persönliches
Job kam im März 1921 im Stadtgebiet des heutigen Leverkusen zur Welt. In einer Versicherung an Eides statt aus dem Jahr 1948 gab er an, dass seine Eltern, beide russische Staatsangehörige, aus dem damals russischen Łódź während des Ersten Weltkriegs ins heutige Leverkusen umgezogen waren. Er war zum Zeitpunkt der Erklärung Staatenloser. Er erlernte den Beruf des Schriftsetzers und arbeitete von 1937 bis 1941 neben dem Fußball hauptberuflich für ein Unternehmen in Langenfeld (Rheinland). Kurz nach dem Ende des Zweiten Weltkriegs wechselte er zu der I.G. Farben, von der die Bayer AG damals ein Teil war. Während des Zweiten Weltkriegs diente Job als Soldat und geriet zweimal in Kriegsgefangenschaft.